# Polska na Mistrzostwach Europy w Lekkoatletyce 1990
Polska na Mistrzostwach Europy w Lekkoatletyce 1990 – reprezentacja Polski podczas zawodów liczyła 18 zawodników, którzy zdobyli tylko dwa brązowe medale.

## Rezultaty

### Mężczyźni
- bieg na 400 metrów
  - Tomasz Jędrusik zajął 8. miejsce
- bieg na 800 metrów
  - Piotr Piekarski zajął 3. miejsce
  - Ryszard Ostrowski odpadł w półfinale
- bieg na 5000 metrów
  - Sławomir Majusiak zajął 3. miejsce
- bieg na 10 000 metrów
  - Sławomir Majusiak nie ukończył biegu finałowego
- maraton
  - Jan Huruk nie ukończył biegu
- bieg na 110 metrów przez płotki
  - Tomasz Nagórka zajął 4. miejsce
- bieg na 400 metrów przez płotki
  - Paweł Woźniak odpadł w półfinale
- bieg na 3000 metrów z przeszkodami
  - Bogusław Mamiński odpadł w eliminacjach
- sztafeta 4 × 400 metrów
  - Mariusz Rządziński, Paweł Woźniak, Wojciech Lach i Tomasz Jędrusik odpadli w eliminacjach
- chód na 20 kilometrów
  - Robert Korzeniowski zajął 4. miejsce
- skok wzwyż
  - Artur Partyka zajął 11. miejsce
- trójskok
  - Andrzej Grabarczyk zajął 6. miejsce
  - Eugeniusz Bedeniczuk zajął 11. miejsce
- pchnięcie kulą
  - Helmut Krieger odpadł w kwalifikacjach

### Kobiety
- bieg na 100 metrów
  - Joanna Smolarek odpadła w eliminacjach
- bieg na 200 metrów
  - Joanna Smolarek odpadła w eliminacjach
- bieg na 10 000 metrów
  - Wanda Panfil zajęła 7. miejsce